# Pommerania (Schiff, 1871)
Die Pommerania war ein Aviso der Kaiserlichen Marine. Das Schiff wurde als Postdampfer für den Liniendienst von Stralsund nach Schweden gebaut. Die Pommerania wurde 1870 von der Marine des Norddeutschen Bundes übernommen und war bei der Kaiserlichen Marine bis 1889 im Einsatz.

## Geschichte derPommerania
Die Pommerania lief im September 1864 bei der AG Vulcan in Stettin vom Stapel. Auftraggeber war das preußische Marineministerium, die Ablieferung erfolgte aber an die Postverwaltung. Die Pommerania wurde im Liniendienst zwischen Stralsund und Schweden eingesetzt. Sie war ein eiserner Seitenraddampfer mit zwei Schornsteinen. Die beiden Seitenräder zwischen den beiden Schornsteinen hatten je zehn Schaufeln bei einem Durchmesser von 5,4 m, die von einer Zweizylinder-Dampfmaschine angetrieben wurden. Die beiden Masten konnten Schratsegel führen, waren aber für eine Fahrt unter Segeln nicht hinreichend. Ob auf dem Postschiff Seeoffiziere den Umgang mit Dampfschiffen übten, ist ungesichert.
1870 zeigte die Marine Interesse an einer zeitweisen Übernahme der Pommerania, da der von der Marine zuletzt als Vermessungsschiff eingesetzte Radaviso Loreley aufgebraucht war und die notwendige Grundinstandsetzung einen längeren Ausfall der Loreley verursachen würde. Am 20. August 1870 wurde die Pommerania von der Marine des Norddeutschen Bundes übernommen, wo bei ungeklärt ist, welche Rechtsform der Übernahme zugrunde lag. Durch den Deutsch-Französischen Krieg war aber eine sofortige Indienststellung nicht möglich, da weder Besatzung noch Ausrüstung zur Verfügung standen.
Für den Einsatz als Aviso wurde die 55,2 m lange und über die Radkästen 9,7 m breite Pommerania mit zwei kurzen 8-cm-Ringkanonen bewaffnet. Sie verdrängte bei voller Ausrüstung 460 t und erreichte mit ihrer zweizylindrigen Dampfmaschine bis zu 12 Knoten (kn).

### Erste Einsätze
Erst am 27. April 1871 wurde die Pommerania erstmals in Dienst gestellt. Nach der Überführung nach Kiel wurde das Schiff einer Wissenschaftlerkommission zur Verfügung gestellt, die Nord- und Ostsee im Interesse der Seefischerei erforschen sollte. Die erste Expeditionsreise begann Mitte Juli 1871 in Kiel und führte in das Skagerrak, dann entlang der schwedischen Küste bis nach Stockholm und dann noch zur kurländischen Küste. Die Reise endete nach 2800 sm in Friedrichsort, wo das Schiff wegen einer an Bord ausgebrochenen Cholera in Quarantäne verbleiben musste, ehe es am 16. November 1871 wieder außer Dienst gestellt wurde. Versorgt und betreut wurde der Aviso durch das Kanonenboot Cyclop.
Am 11. Juli 1872 erfolgte die nächste Indienststellung des Avisos, in der schon am 21. Juli eine zweite wissenschaftliche Reise begann, die diesmal durch Kattegat und Skagerrak bis Bergen, dann quer über die Nordsee nach Peterhead und zurück über die Doggerbank, Den Helder und das damals britische Helgoland nach Wilhelmshaven führte. Die Pommerania traf dann am 10. September nach einer Reise von 2500 sm wieder in Kiel ein, wo sie am 21. erneut außer Dienst gestellt wurde.
Die nächste aktive Dienstzeit vom 16. April bis zum 31. Oktober 1873 verbrachte die Pommerania mit Vermessungen insbesondere der mecklenburgischen Küste. Unterstützt wurde sie dabei vom Kanonenboot Blitz. Ein Maschinenschaden im Mai verursachte einen unplanmäßigen Werftaufenthalt des Avisos.

### Einsatz im Mittelmeer
Am 1. Mai 1876 wurde die Pommerania wieder in Dienst gestellt und dem Panzerübungsgeschwader zugeteilt. Die unruhige Lage im Osmanischen Reich nach Ausbruch des Aprilaufstandes sowie der Ermordung des deutschen Konsuls Abbot und seines französischen Kollegen in Thessaloniki am 6. Mai führten am 15. Mai zum Berliner Memorandum, einem Abkommen über die territoriale Integrität des Osmanischen Reiches zwischen Deutschland, Russland und Österreich-Ungarn, dem sich auch Frankreich und Italien anschlossen. In dessen Folge forderte von Bismarck die Entsendung des Geschwaders in das Mittelmeer. Am 22. Mai liefen daher die Panzerfregatten Kaiser, Deutschland, Friedrich Carl und Kronprinz sowie die Pommerania unter dem Kommando von Konteradmiral Karl Ferdinand Batsch aus Wilhelmshaven ins Mittelmeer aus. Über Plymouth, Gibraltar und Valletta erreichten die Schiffe am 25. Juni Thessaloniki, wo sich Schiffe aus allen Unterzeichnerstaaten des Berliner Memorandums und auch britische Einheiten aufhielten. Der Aviso hatte unterwegs am 12. Juni auch Algier angelaufen und war damit eines der ersten deutschen Kriegsschiffe, das nach dem Deutsch-Französischen Krieg 1870/71 einen französischen Hafen anlief.

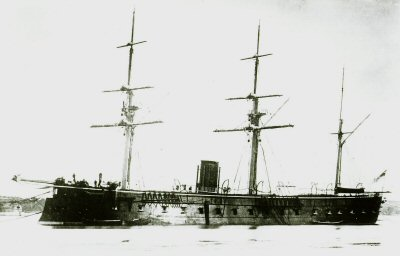
Die Panzerfregatte Friedrich Carl

Nachdem die Verhandlungen wegen einer Genugtuung für den Mordfall abgeschlossen waren, traten am 23. August 1876 das Flaggschiff Kaiser und die Deutschland den Rückmarsch in die Heimat an. Der als Kommodore die verbliebenen Einheiten führende Kommandant der Friedrich Carl sammelte die deutschen Einheiten vor Smyrna am 10. September. Während die beiden verbliebenen Panzerschiffe wegen erneuter Unruhen wieder nach Thessaloniki gingen, verblieb die Pommerania in Smyrna, bis sie dort durch das Kanonenboot Comet abgelöst wurde. Der Radaviso verlegte im November neben dem Kanonenboot Meteor als zweiter Stationär nach Konstantinopel. Die Kronprinz kehrte ab Ende Dezember 1876 nach Deutschland zurück und schließlich wurde im März 1877 auch die Friedrich Carl aus der Ägäis zurückgezogen. Als größeres Schiff verblieb dann noch die Korvette Gazelle dort.

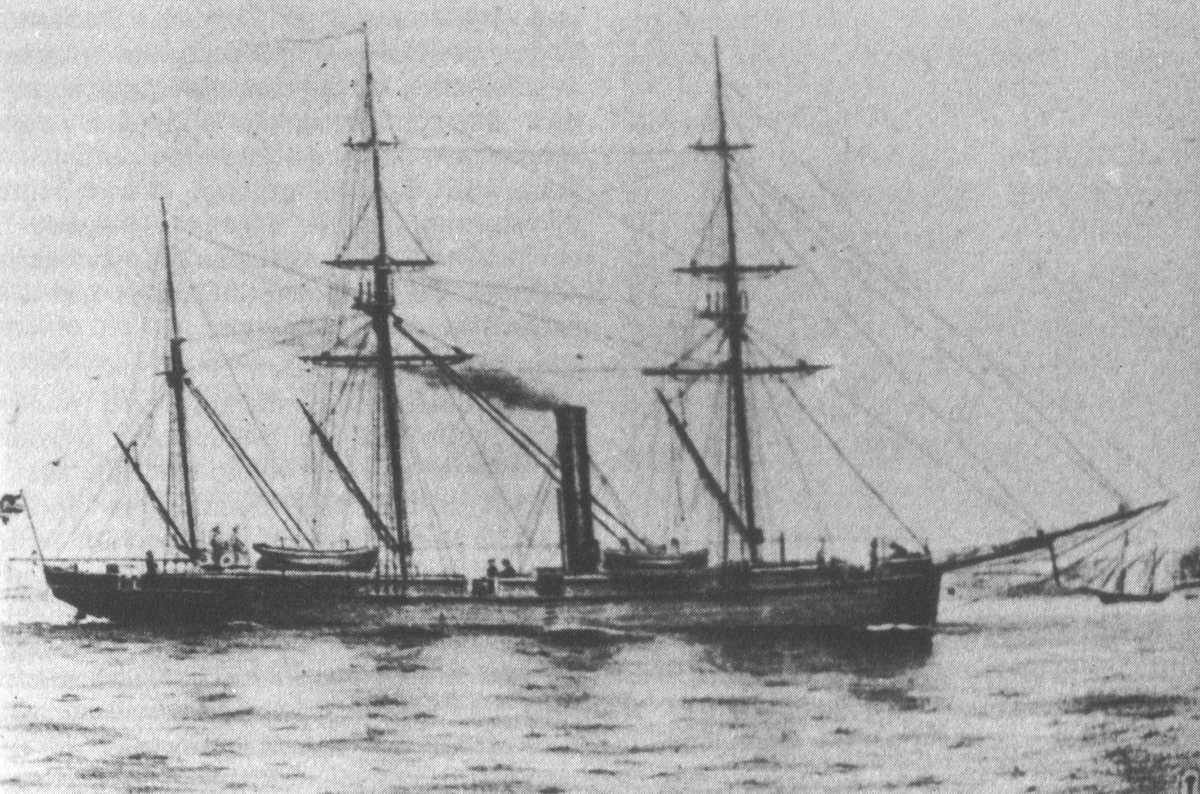
Das Kanonenboot Meteor

Von März bis Mai 1877 war die Pommerania erneut in Smyrna stationiert. Die seit April 1874 als Stationär eingesetzte Meteor verließ Konstantinopel endgültig am 3. Juni 1877. Deren Schwesterschiff Comet und der Radaviso Pommerania verblieben als Stationäre in Konstantinopel. Die beiden wurden gelegentlich zu Reisen im Stationsbereich genutzt und standen auch dem deutschen Botschafter zur Verfügung. Im Juli 1877 wurde das Panzerübungsgeschwader mit Kaiser, Deutschland, Friedrich Carl und der neuen Panzerfregatte Preußen sowie dem Aviso Falke erneut für drei Monate in das östliche Mittelmeer und die Ägäis verlegt und die Stationäre während des Einsatzes dem Geschwader unterstellt. Die Pommerania wurde vorrangig im Bosporus und im Marmarameer eingesetzt, während die Comet in die Ägäis reiste, zeitweise in Smyrna stationiert wurde und auch eine Reise im Schwarzen Meer bis zum Donaudelta durchführte. Am 12. Juni 1879 verließ die Pommerania zur Heimreise Konstantinopel und wurde am 9. August 1879 in Wilhelmshaven außer Dienst gestellt. Als Ersatz für die Stationäre traf am 3. September 1879 der Aviso Loreley in Konstantinopel ein, so dass auch die Comet ihre Heimreise antreten konnte.

### Weitere Einsätze und Verbleib
Am 25. August 1881 kam die Pommerania als Tender der Marinestation Nordsee wieder in Dienst und erledigte dies Aufgabe bis zur Außerdienststellung am 24. Da sie vorher als Lustschiff des deutschen Botschafters diente, besaß sie ein hohes Maß an Komfort, war aber durch die hohen Schaufelrad-Aufbauten windanfällig und neigte sich schon bei schwachem Wind zur Seite. April 1884. Vom 25. März bis zum 30. September 1885 diente die Pommerania in der Nordsee im Fischereischutz. Sie nahm auch an den Herbstmanövern der Übungsflotte teil. Von 1886 bis 1889 wurde die Pommerania als Vermessungsschiff jeweils von April bis Mitte Oktober entlang der deutschen Küsten eingesetzt. Im Juni 1887 nahm die Pommerania an den Feierlichkeiten zur Feier des Ersten Spatenstichs für den Kaiser-Wilhelm-Kanal teil. Zu diesem Anlass besuchte Kaiser Wilhelm I. zum letzten Mal die Marine und nahm an Bord der Pommerania eine Flottenparade ab.
Am 18. Oktober 1889 wurde die Pommerania letztmals außer Dienst gestellt. Der Aviso wurde am 10. August 1890 endgültig aus der Liste der Kriegsschiffe gestrichen. 1892 wurde das Schiff an eine Hamburger Firma verkauft und zum zivilen Dreimastschoner Adler umgebaut. Schon auf der ersten Ostseereise 1892 ging der Schoner verschollen.

## Kommandanten
| April – Juni 1871                                                 | KL Victor Sattig           | 1843–1883 | zuletzt KzS                             |
| Juni – November 1871 Juli – September 1872 April – September 1873 | KL Rudolf Hoffmann         | 1830– ??  | KK                                      |
| September – Oktober 1873                                          | LzS Julius Köthner         | 1847– ??  | KL d. Seewehr                           |
| Mai 1876 – Mai 1877                                               | KL/KK Martin Georgi        | 1836– ??  | KK                                      |
| Mai 1877 – Juli 1878                                              | KL Rudolf von Rössing      | 1846–1934 | KzS                                     |
| Juli 1878 – August 1879                                           | KL Franz Junge             | 1846– ??  | KzS                                     |
| August 1881 – April 1884                                          | KL Friedrich von Baudissin | 1852–1921 | Admiral, Flügeladjutant von Wilhelm II. |
| April/Mai 1884                                                    | KL Karl Ascher             | 1851–1940 | Konteradmiral                           |
| März – September 1885                                             | KL Ludolf von Sohlern      | 1852– ??  | KL                                      |
| April – Oktober 1886                                              | KL Hugo Rüdiger            | 1851– ??  | FK                                      |
| April – Oktober 1887                                              | KK Max Foss                | 1850–1939 | Konteradmiral                           |
| April – Oktober 1888                                              | KK Adolph Becker           | 1850–1890 | KK                                      |
| April – Oktober 1889                                              | KL Max von Halfern         | 1848– ??  | KzS                                     |